# Wego Systembaustoffe
Die Wego Systembaustoffe GmbH ist ein Baustoff-Fachhandel mit Sitz in Hanau. Das Unternehmen ist in die britische SIG plc mit Sitz in Sheffield eingebunden und in Deutschland und Luxemburg tätig.

## Geschichte
Die Geschichte der Wego Systembaustoffe GmbH begann mit der Gründung der H. Golinski Isolierbaustoffe GmbH & Co. KG in Bremen im Jahr 1950. Ab 1972 begann der Aufbau der WKT-Gruppe mit Gründung der WKT Dämmstoffe GmbH & Co. Holding in Hanau. 1996 folgte die Akquisition von hego & WKT durch die Sheffield Insulation Group, SIG plc. mit Sitz in Sheffield, GB. 2003 war die Verschmelzung von hego & WKT zur Wego Systembaustoffe GmbH & Co. OHG, gemeinsamer Firmensitz wurde Hanau. Im Jahr 2004 erweiterte man die Aktivitäten durch die Akquisition der forte B&B Vertriebs- und Warenhandels GmbH. Die Umfirmierung zur Wego Systembaustoffe GmbH fand im Jahr 2008 statt.

## Marken

### Wego Systembaustoffe
Trockenbau, Dämmstoffe, Boden und Fassadensysteme bilden die Kernpunkte des Angebots. 1300 Mitarbeiter sind an über 60 Standorten in Deutschland und Luxemburg tätig.
2016 wurde neben dem stationären Handel ein vollumfassender Online-Shop eingerichtet.
Im Juli 2022 übernahm die Wego Systembaustoffe GmbH rückwirkend zum Jahresbeginn alle Gesellschaftsanteile der bayrischen Thermodämm GmbH um das Sortiment im Bereich Bodensystem auszubauen.

### Vti – Vertrieb Technischer Isolierdämmstoffe
An ca. zehn Standorten in Deutschland vertreibt die Wego Systembaustoffe GmbH unter der Marke VTI Produkte im Sortimentsbereich technische Isolierung. Die VTI deckt das Steinwoll- und Glaswollsegment sowie den Kautschukmarkt ab, bietet aber ebenso im Hochtemperatur-, Schrauben- und vor allem Blechbereich an.